# Galeščina
Galeščina (v galeščini galo, tudi v pridevniški obliki gallese) je romanski jezik, ki spada v skupino dvanajstih oziroma trinajstih (vključno z arpitanščino) oilskih jezikov (severnofrancoskih, langue d'oïl). Govori se ga predvsem v vzhodni ali Zgornji Bretanji. Kulturno središče jezika je Rennes, glavno mesto Bretanje. Za vsa tri narečja je bil narejen enotni pravopis šele leta 1979. Po raziskavah iz 2008 jezik govori še okoli 200.000 ljudi, kar je le okoli 12 % prebivalcev Zgornje Bretanje. Jezik naj bi razumelo vsaj še enkrat toliko ljudi.  